# 大谷口上町
大谷口上町（日语：／ Ōyaguchi-kamichō */?）是東京都板橋區的町名，為未設丁目的單獨町名。 
板橋區全域已實施住居表示。

## 地理
南至中野通，北至國道254號。町內一大部分為日本大學醫學部附屬板橋醫院用地，其餘為住宅地。
本町在地形上可分為鄰近舊千川上水的高地與面向石神井川的崖地。

## 歷史

### 地名由來
因位於大谷口上（北）方而命名。

### 大谷口上町住宅改良計畫
板橋醫院西南側一帶在過去是千川上水滲水形成的溜池，但填埋後因缺乏管理規劃，成為密集雜亂的住宅區，是防災與犯罪的一大難題。
依據住宅地区改良法，板橋區在國家協助之下開始進行住宅改良計畫，逐步拆除老舊住宅並改建為集合住宅。

## 交通

### 鐵道
町內未設車站，可利用以下路線。
- 東武鐵道
  - 東武東上線：大山站（大山町與大山東町）、中板橋站（彌生町與中板橋）

### 巴士
- 國際興業巴士（日语：国際興業バス）
  - 大山、大谷口上町
    - 赤51：行經西丘往赤羽站西口、行經陽光城往池袋站東口
    - 光02：行經陽光城往池袋站東口、往光丘站
    - 池55：行經陽光城往池袋站東口、往小茂根五丁目

  - 日大醫院（日大病院）
    - 池05：往池袋站西口
    - 赤57：行經隧道往赤羽站西口
    - 池01：池袋站西口發車直行日大醫院（僅平日早晨3班，單向運行）

  - 大山西町
    - 池05：往池袋站西口、往日大醫院

### 道路
- 國道254號（川越街道）

## 備註
1. ↑  住民基本台帳による町丁目別世帯数及び人口表-東京都板橋区
2. ↑  板橋区教育委員会『いたばしの地名』，1995年3月，P127。